# Movimento anglicano di continuazione
Il Movimento anglicano di continuazione (in inglese: Continuing Anglican movement) è insieme di chiese che si sono separate dalla comunione anglicana e che rifiutano certi sviluppi dottrinali. Rifiutando in particolare la teologia liberale, l'ordinazione di donne o omosessuali, queste chiese si presentano come i veri continuatori della tradizione anglicana.
È composta principalmente da chierici che hanno lasciato le province che compongono la Comunione anglicana dal 2007 e da quelle della Chiesa anglicana in Nord America.
Il Movimento anglicano di continuazione si trova in una posizione teologica cristiana conservatrice e si oppone alla comunione anglicana, che tende a tollerare l'omosessualità, così come la benedizione matrimoniale del matrimonio tra persone dello stesso sesso e non ammettendo il sacerdozio omosessuale.
Il Movimento anglicano di continuazione era in solidarietà con la Global Anglican Future Conference (GAFCON) e in sintonia con la Dichiarazione di Gerusalemme del 2008.